# León Genuth
León Genuth (5 de agosto de 1931 - 10 de marzo de 2022) fue un deportista argentino de origen judío de lucha libre y grecorromana.

## Medallero y participaciones olímpicas
En la Argentina, consiguió el primer puesto en los campeonatos de lucha en la categoría de los pesos medianos desde 1948 a 1957.fue un genio, decía la gente.  
Representando a la Argentina, fue campeón en los Juegos Panamericanos de 1951 (siendo el primer argentino en ganar en esa especialidad en esta competencia) y de 1955, en ambos casos en la categoría de hasta 79 kilos. 
En los Juegos Maccabiah consiguió el 1.º puesto representando a Macabi Argentina en ambos estilos de lucha tanto en la 3.º Macabeada (1950) como en la 2.º (1953).
En 1954 se consagró campeón mundial de Lucha en Japón.
A nivel olímpico, obtuvo un sexto puesto en lucha libre hasta 79 kilos en los Juegos Olímpicos de Helsinki 1952.

## Como preparador físico
León Genuth, una vez retirado del ejercicio activo del deporte, pasó a preparar a las nuevas generaciones de luchadores, siempre en el club Macabi de Buenos Aires.